# Bola (lasso)

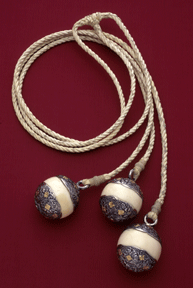
Boleadoras

Bola (van Spaans bola, "bal", ook bekend als boleadoras) is een twee- of drieriemige lasso, met kogels aan de uiteinden, bedoeld om dieren aan hun benen te vangen. De bola is een wapen dat geworpen kan worden en gebruikt werd door de inheemse bevolking van Patagonië en de Pampa en later geadopteerd werd door de gaucho's. Zij gebruikten het voor het vangen van guanaco (Lama) en nandoe (een geslacht Zuid-Amerikaanse loopvogels). Ook de Chinezen en Inuit gebruikten oorspronkelijk dit jachtgereedschap.

## Gebruik
Gaucho's gebruiken bola's om loslopend vee te vangen of als spel. Hij geeft de kogels een zwaai en laat ze los. Het wapen wordt gebruikt om de poten van een dier te verstrengelen, echter als met te veel kracht wordt gegooid bestaat het risico om botten te breken.
Soms waren er alleen 2 gewichten aan het uiteinde.

## Model
Er bestaat geen standaard model; de meeste bola's hebben twee of drie kogels, maar er zijn versies tot wel 8 kogels. Bepaalde bola's hebben kogels met gelijke gewichten, andere hebben wisselende knoop en riemlengte. Gaucho's gebruiken bola's gemaakt van gevlochten leren riem met houten kogels of kleine leren zakken gevuld met stenen aan het uiteinden van de riemen.
Bola's worden benoemd afhankelijk van het aantal gebruikte gewichten:
- Perdida (1 gewicht)
- Avestrucera o ñanducera (2 gewichten)
- Boleadora (3 gewichten)
- Ka-Lum-Ik-Toun (Inuit benaming voor bola's met 4 of meer gewichten)